# Pulilan
Pulilan (Bayan ng Pulilan) är en kommun i Filippinerna. Kommunen ligger på ön Luzon, och tillhör provinsen Bulacan. Folkmängden uppgår till 68 188 invånare.

## Bildgalleri

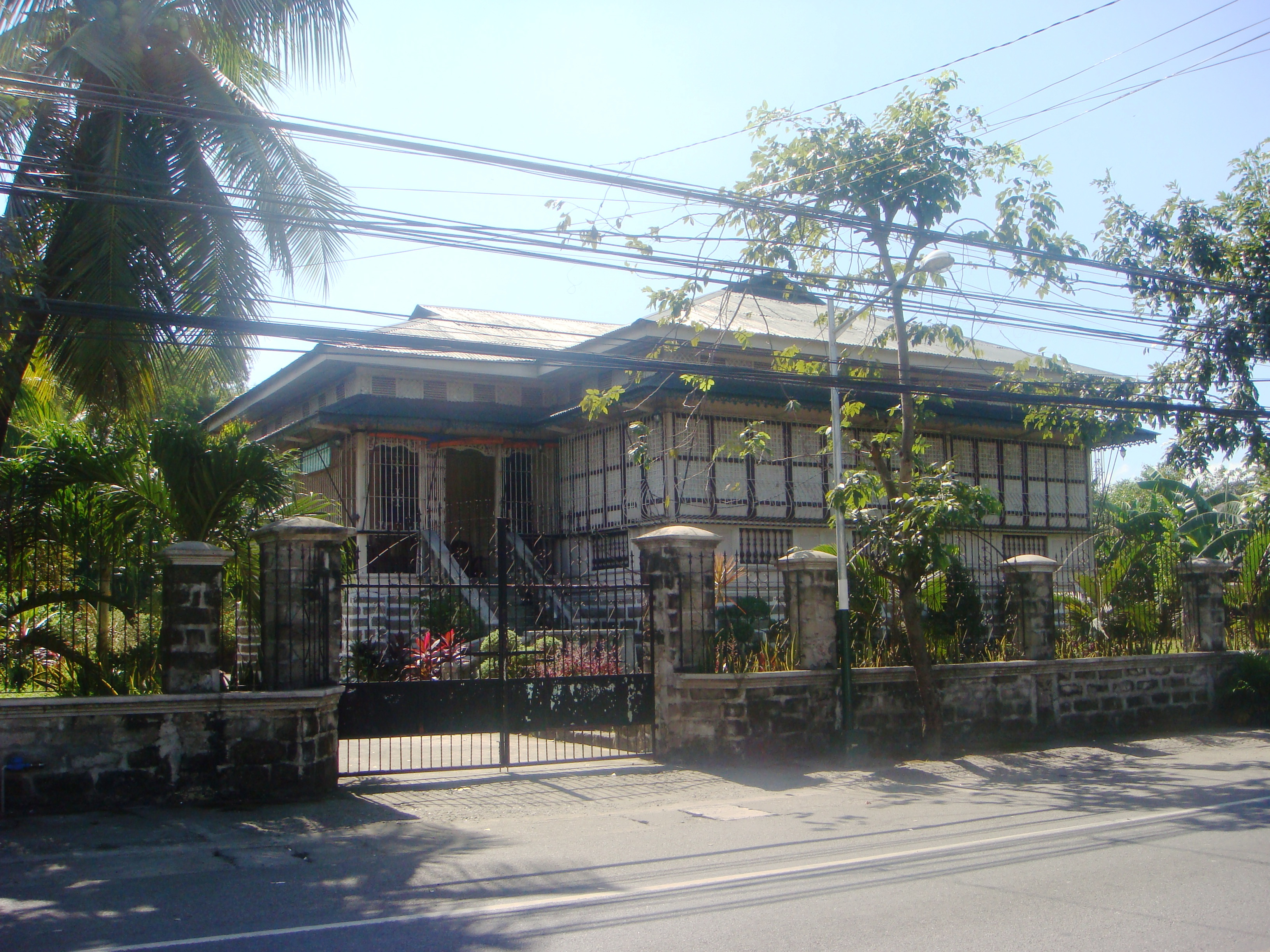
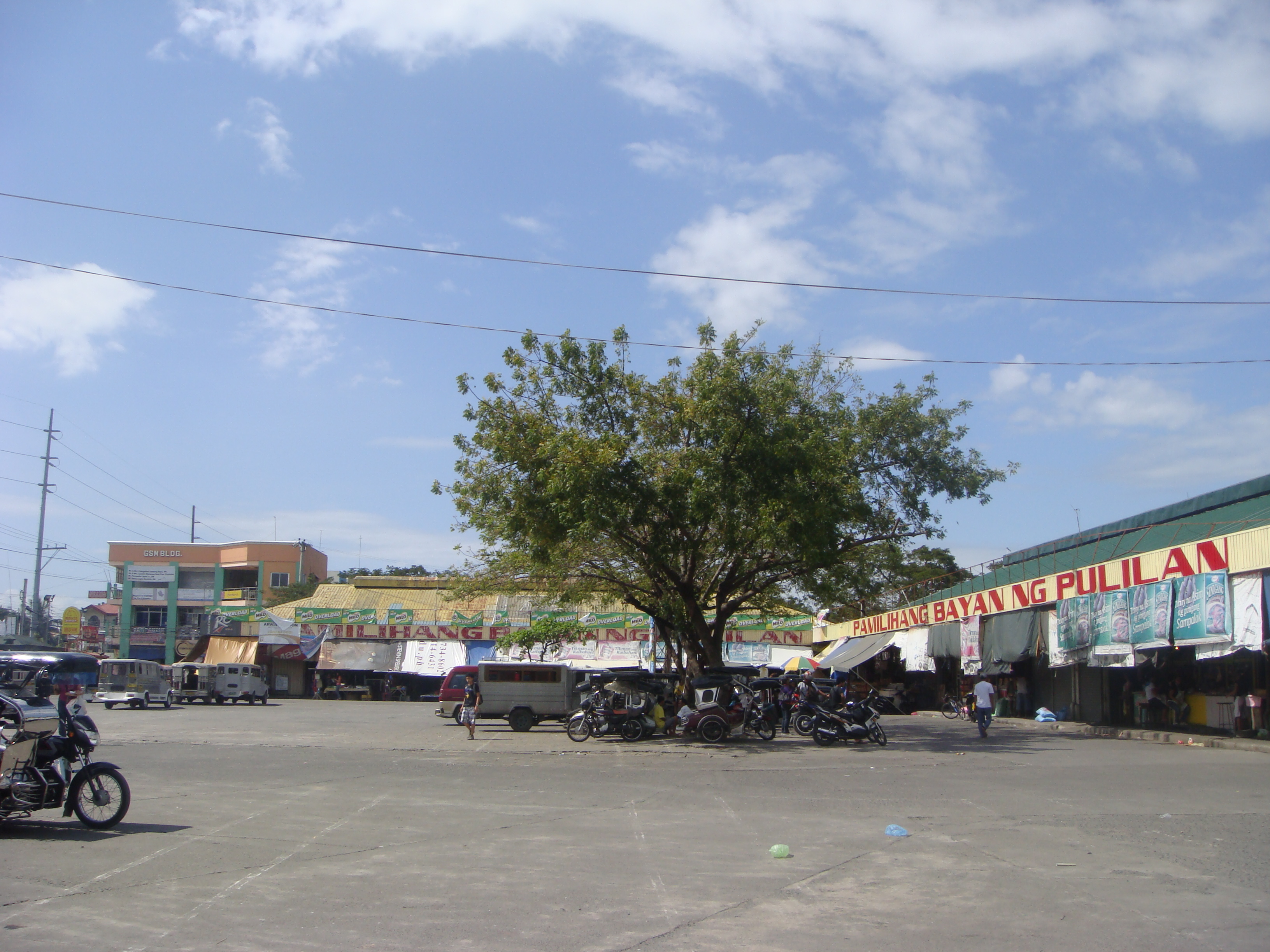
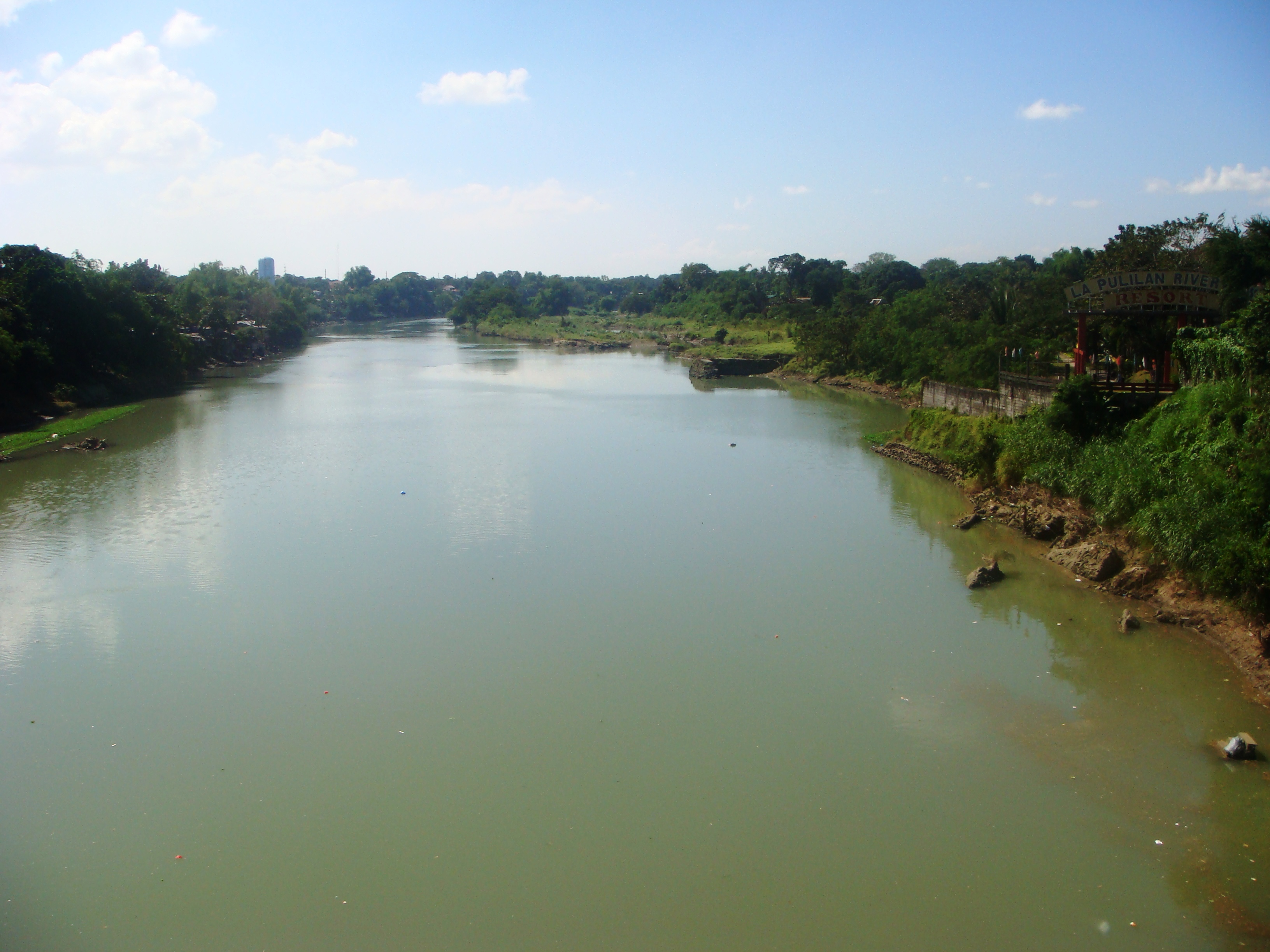

## Barangayer
Pulilan är indelat i 19 barangayer.
| - Balatong A - Balatong B - Cutcot - Dampol I - Dampol II-A - Dampol II-B - Dulong Malabon - Inaon - Longos - Lumbac | - Paltao - Pinabatan - Poblacion - Sta. Peregrina - Sto. Cristo - Taal - Tabon - Tibag - Tenejero |